# Tomi Immonen
Tomi Immonen, född 31 mars 1966 i Saarijärvi, är en finländsk politiker (Sannfinländarna). Han är ledamot av Finlands riksdag sedan 2023.
Immonen blev invald i riksdagsvalet 2023 med 5 293 röster från Mellersta Finlands valkrets.

## Utmärkelser
- Riddartecknet av Finlands Vita Ros’ orden[3]

[Redigera Wikidata]